# 香港群貓會
香港群貓會（是香港的一個慈善團體，於2007年7月成立，目標為照顧流浪及被虐待貓隻，並且為牠們尋求暫時託管及物色家庭領養。

## 軼事
- 2007年11月，香港群貓會於上水彩園村拯救了被斬斷雙腳的兩個月大小貓「藍藍」，並為此事發起一次約一千人的遊行, 抗議警方對虐待動物事件的漠視。[3]。
- 2010年3月，香港群貓會於上水彩園村再次發現另一宗虐貓個案，一歲大成貓「Faith」被斬斷前手。由於當時有上水政界人士向群貓會表示「 虐貓唔嚴重，反而流浪貓就好滋擾人，要處理都處理左流浪貓既滋擾先！」，群貓會為此事發起一次靜坐請願，希望社會能夠關注該區接二連三的虐貓事件[4][5][6][7]。
- 2010年4月，香港群貓會於土瓜灣的會址被鄰近居民投訴，指傳出惡臭，引來該區民主黨區議員關注，食物環境衞生署及漁農自然護理署均接獲報告調查，未有發現任何違規情況[8]。事後民主黨副主席介入調停，並與各方人士開會，以尋求共識[9]。同年10月，在香港歌手何韻詩及其父母的協助下，於同區覓得一地舖重建貓舍[10][11]。
- 2011年6月，一名女子到訪香港群貓會的貓舍，擅自取走一頭三個月大的小貓，接辦案件的探員聲稱「警方好忙，無時間跟進」，又說「唔（不）夠證據，不合程序」，暗示雙方和解了事[12][13]。

## 外部連結
- 香港群貓會 官方網頁 （页面存档备份，存于）
- 李嘉誠基金會 （页面存档备份，存于）